# Pilocrocis patagialis
Pilocrocis patagialis là một loài bướm đêm trong họ Crambidae.